# Tournoi d'ouverture du championnat de Bolivie de football 2009
Navigation
Saison précédente Saison suivante
Le tournoi d'ouverture de la saison 2009 du Championnat de Bolivie de football est le premier tournoi semestriel de la trente-cinquième édition du championnat de première division en Bolivie. 
Les douze clubs participants sont réunis au sein d'une poule unique où ils affrontent leurs adversaires deux fois, à domicile et à l'extérieur. 
C'est le club de Bolivar La Paz qui remporte la compétition cette saison après avoir terminé en tête du classement final, avec un seul point d'avance sur le Real Potosi et cinq sur un duo composé de San José Oruro et d'Oriente Petrolero. C'est le seizième titre de champion de Bolivie de l'histoire du club.

## Qualifications continentales
Le vainqueur du tournoi Ouverture est qualifié pour la Copa Libertadores 2010, son dauphin est quant à lui assuré de participer à la Copa Sudamericana 2010.

## Clubs participants
- Jorge Wilstermann Cochabamba
- Aurora Cochabamba
- Oriente Petrolero
- Bolivar La Paz
- Club Blooming
- Universitario de Sucre
- San José Oruro
- Real Potosi
- Real Mamoré
- The Strongest La Paz
- Nacional Potosi - Promu de Primera B
- La Paz FC

## Compétition
Le barème utilisé pour établir l'ensemble des classements est le suivant :
- Victoire : 3 points
- Match nul : 1 point
- Défaite : 0 point

### Classement
| Rang | Équipe                       | Pts | J  | G  | N | P  | Bp | Bc | Diff |
| ---- | ---------------------------- | --- | -- | -- | - | -- | -- | -- | ---- |
| 1    | Bolívar La Paz               | 40  | 22 | 11 | 7 | 4  | 36 | 22 | +14  |
| 2    | Real Potosí                  | 39  | 22 | 11 | 6 | 5  | 45 | 31 | +14  |
| 3    | San José Oruro               | 35  | 22 | 11 | 2 | 9  | 53 | 35 | +18  |
| 4    | Oriente Petrolero            | 35  | 22 | 10 | 5 | 7  | 33 | 30 | +3   |
| 5    | Universitario de Sucre -3    | 33  | 22 | 11 | 3 | 8  | 38 | 27 | +11  |
| 6    | The Strongest La Paz         | 32  | 22 | 9  | 5 | 8  | 36 | 35 | +1   |
| 7    | La Paz FC                    | 32  | 22 | 9  | 5 | 8  | 38 | 39 | -1   |
| 8    | Nacional PotosíP             | 28  | 22 | 7  | 7 | 8  | 36 | 40 | -4   |
| 9    | Club Blooming                | 27  | 22 | 7  | 6 | 9  | 24 | 32 | -8   |
| 10   | Aurora CochabambaT           | 26  | 22 | 7  | 5 | 10 | 26 | 33 | -7   |
| 11   | Jorge Wilstermann Cochabamba | 17  | 22 | 3  | 8 | 11 | 22 | 38 | -16  |
| 12   | Real Mamoré                  | 17  | 22 | 4  | 5 | 13 | 25 | 50 | -25  |

|  | Qualification pour la Copa Libertadores 2010        |
|  | Qualification pour la Copa Sudamericana 2010        |
|  | T : Tenant du titre P : Promu de Copa Simon Bolivar |

- Le Real Potosí ne peut pas participer à la Copa Sudamericana 2010 car il se qualifie six mois plus tard pour la Copa Libertadores 2010 lors des play-offs du tournoi de clôture.

## Bilan de la saison
| Championnat de Bolivie de football 2009 |                            |
| Champion                                | Bolivar La Paz (16e titre) |
| Qualifications continentales            |                            |
| Copa Libertadores 2010                  | Bolivar La Paz             |
| Copa Sudamericana 2010                  | San José Oruro             |
| Copa Sudamericana 2010                  | Oriente Petrolero          |
| Copa Sudamericana 2010                  | Universitario de Sucre     |
| Promotions et relégations               |                            |
| Promus en Primera A                     | Aucun                      |
| Relégués en Torneo Simon Bolívar        | Aucun                      |